# بيرغن ديفيس
بيرغن ديفيس (بالإنجليزية: Bergen Davis)‏ هو فيزيائي أمريكي، ولد في 31 مارس عام 1869، وتوفي في 30 يونيو عام 1958.